# Список правителів Шампані

Герб Шампанської гілки Блуаського дому

Граф Шампанський — у 1102—1316 роках титул правителя Шампані. Власне Шампаньське графство утворилось із графства Труа наприкінці XI століття. Перший носій — Гуго I Шампанський з Блуаського дому. Коли Людовік X став королем Франції у 1314 році, Шампань стала частиною коронних володінь. Титулярні графи Шампанські також успадкували звання сенешаля Франції.

## Графи і герцоги Шампані, Труа, Мо і Блуа

### Герцоги Шампані
Перша згадка про герцогів Шампані (або Кампані) з’являється за часів меровінгського та каролінгського правління. Судячи з цих даних, герцогство було, ймовірно, утворено на базі Реймса, Шалона-сюр-Марн, Лана й Труа (міст і прилеглих територій). Наприкінці VII й на початку VIII століть контроль над Шампанью опинився в руках Піпінідів: спочатку Дрого, сина Піпіна Герістальського, а потім його сина Арнульфа.
- Луп
- Вінтрон
- Ваймар
- Дрого (690-708)
- Гримоальд II Молодший (708-714)
- Арнульф

### Графи Мо і Труа
- Алеран (820—852)
- Ед I (853—858, вперше)
- Рауль I (858—866), також граф де Понтьє
- Ед I (866—870), вдруге
- Бозон (870—871)
- Ед II (871—876)
- Роберт I (876—886)
- Адалельм (886—894)
- Річард (894—921), також герцог Бургундії
- Рауль II (921—936), також герцог Бургундії і король Франції
- Юг (936—952), також герцог Бургундії
- Жильбер (952—956), також герцог Бургундії

Графи Мо
- Людовік (862—877), також король Аквітанії та король Франції
- Теодеберт (877—896)
- Герберт I (896—902)
- Герберт II (902—943)
- Роберт (943—967), в Труа з 956

Графи Труа й Мо
- Роберт (Роберт II в Труа), (956—967)
- Герберт (Герберт III в Мо), (967—995)
- Етьєн I (995—1022)
- Ед (Ед I в Мо і Эд III в Труа (1022—1037), також граф Блуа
- Етьєн II (1037—1048)
- Ед (Ед II в Мо і Ед IV в Труа) (1048—1066)
- Тібо I (1066—1089), також граф Блуа
- Ед V (1089—1093)
- Гуго I (1093—1102)

Графи Мо і Блуа
- Етьєн III Анрі (1089—1102), також граф Блуа
- Тібо II (1102—1151), також граф Блуа, в Шампані з 1125

### Графи Шампанські
- Гуго I (1102–1125)
- Тібо II (1125–1152)
- Генріх I (1152–1181)
- Генріх II (1181–1197)
- Тібо III (1197–1201)
- Тібо IV (1201–1253)
- Тібо V (1253–1270)
- Генріх III (1270–1274)
- Жанна (1274–1305)
- Людовік (1305–1316)